# Laurynas Bareiša
Laurynas Bareiša (Kaunas, 26 febbraio 1988) è un regista e sceneggiatore lituano.

## Biografia
Si laurea in matematica applicata all'Università di Vilnius e in fotografia cinematografica all'Accademia Lituana di Musica e Teatro. Dopo alcune esperienze come direttore della fotografia, dirige nel 2014 il primo di cinque cortometraggi. Nel 2017, il suo cortometraggio Pirtis (lett. "Bagni pubblici") viene presentato nella sezione Orizzonti della Mostra del cinema di Venezia. L'anno seguente, Kaukazas (lett. "Caucaso") viene presentato nella sezione "Pardi di domani" del Festival di Locarno. Nel 2020, Aktūrimas (lett. "Pupazzo") è stato presentato al Festival di Berlino.
Esordisce alla regia di un lungometraggio nel 2021 con Piligrimai (lett. "Pellegrini"): il film vince il premio Orizzonti per il miglior film a Venezia e viene selezionato come candidato lituano all'Oscar al miglior film straniero. Nel 2024, col suo secondo lungometraggio, Sesės (lett. "Sorelle"), Bareiša vince il Pardo d'argento per la miglior regia a Locarno.

## Filmografia
- Dembava – cortometraggio (2014)
- Kupranugaris – cortometraggio (2017)
- Pirtis – cortometraggio (2017)
- Kaukazas – cortometraggio (2018)
- Aktūrimas – cortometraggio (2020)
- Piligrimai (2021)
- Sesės (2024)

## Riconoscimenti
- Festival di Venezia
  - 2021 – Premio Orizzonti per il miglior film per Piligrimai
- Festival di Locarno
  - 2024 – Pardo d'argento per la miglior regia per Sesės